# Kijanebalola canina
Kijanebalola canina is een buikharige uit de familie Neogosseidae. Het dier komt uit het geslacht Kijanebalola. Kijanebalola canina werd in 1991 voor het eerst wetenschappelijk beschreven door Kisielewski. 